# On My Way
«On My Way» (En mi camino) es el decimocuarto episodio de la tercera temporada de la serie de televisión estadounidense Glee. Se estrenó el 21 de febrero de 2012 en Estados Unidos por la cadena Fox y el 8 de marzo de 2012 en Latinoamérica.
El episodio cubre lo sucedido después del accidente cuando Quinn queda en silla de ruedas. La boda de Finn (Cory Monteith) y Rachel (Lea Michele) se pospuso para después de las Nacionales. Rachel se siente culpable por el accidente de Quinn (Max Adler). Roz se convierte en codirectora del equipo de porristas. Sue se enoja y decide ayudar al club Glee a ganar las Nacionales para que el dinero ganado sea donado al colegio y así ella pueda recuperar la dirección total del equipo de porristas. Llega Cooper, el hermano mayor de Blaine, quien es actor de Hollywood. Cooper ayuda al club Glee, por petición de Sue, con clases de actuación. Puck le propone a Finn trabajar juntos en Los Ángeles. Cooper critica a Blaine. Joe ingresa al club Glee. Blaine se enfrenta a Cooper. Los chicos del club Glee deciden ir a un parque de diversiones en su día de graduados, pero Quinn y Artie deciden divertirse de otra manera. Cooper se disculpa con Blaine. Finn y Rachel se pelean
La única canción que se le dio una recepción muy entusiasta fue para "Cough Syrup"", que fue cantada por Blaine (Darren Criss) y se utilizó para la banda sonora de la secuencia del suicidio Karofsky. Las otras interpretaciones realizadas en las Regionals, recibieron una mezcla de opiniones. Cinco de los seis sencillos de este episodio alcanzaron tanto en el Billboard Hot 100 y el Billboard Canadian Hot 100; el mash-up de "Fly" y "I Believe I Can Fly", interpretada por New Directions llegaron al más alto en los Estados Unidos, mientras que "What Does not Kill You (Stronger)" realizado por los Troubletones llegó al quinto puesto en Canadá
Tras su emisión inicial, este episodio fue visto por 7.460.000 espectadores estadounidenses y recibió una cuota en pantalla del 3.0/8 en el demográfico 18-49 . La audiencia total fue de arriba de "Heart", que se emitió la semana anterior.

## Sinopsis
Con el Concurso de las Regionales em mente, el capitán de los Warblers Sebastián (Grant Gustin) amenaza con publicar en internet una foto sexual falsa de Finn Hudson (Cory Monteith) en la Internet, a menos que la cocapitana de New Directions Rachel Berry (Lea Michele) se retirara de la competencia. Rachel, que cree que su rendimiento es crucial para su admisión a NYADA, se niega a hacerlo, lo que enfurece a Finn.
David Karofsky (Max Adler) es marginado en su escuela y, posteriormente, intimidado por sus compañeros en el vestuario. También es atacado sin piedad en teléfono. Karofsky, devastado, se intenta suicidar por ahorcamiento, pero es salvado a tiempo por su padre. La noticia causa una conmoción en su antigua escuela. Los miembros del personal creen que podría haber hecho más para ayudarlo cuando él era un estudiante allí, mientras que Kurt se culpa por rechazar las llamadas de su teléfono de Karofsky esa semana. Asimismo, Sebastian entró en conmoción también, porque había rechazado cruelmente a Karofsky en un bar gay, y él destruye las fotos de Finn, abandonando así su intento de chantaje.Will Schuester (Matthew Morrison) mantiene un diálogo sobre el futuro de sus alumnos. Rachel y Finn se disculpan el uno a otro, y deciden casarse el día después de las Regionales.
En las Regionales los Warblers interpretan dos canciones, "Stand" y "Glad You Came", los Golden Goblets que se presentan después de ellos , también con un buen rendimiento. En la sala de coro, antes de que New Directions salgan a cantar, Finn anuncia que él y Rachel se casarán al día siguiente, y les dice al grupo que vivan cada momento como si fuera el último. New Directions abre su set con un popurrí de "Fly" y "I Believe I Can Fly", que es seguido por una actuación de las Troubletones de "What Doesn't Kill You (Stronger)". Rachel termina con la interpretación de "Here's to Us", y New Directions gana el concurso, con los Warblers acabando en segundo lugar.
Quinn Fabray (Dianna Agron) pide a la entrenadora de las porristas Sue Sylvester (Jane Lynch) para que le permita reincorporarse a las Cheerios, pero Sue se niega, a pesar de que Quinn confía en que ella está embarazada. Sin embargo, tras las Regionales, ella cambia de opinión, y le da un uniforme de porrista. Quinn también cambia de opinión acerca de Finn y el matrimonio de Rachel y le dice a Rachel que ahora los apoya, y espera que no sea demasiado tarde para ser su madrina de honor.Hiram Berry (Jeff Goldblum) y Burt Hummel (Mike O'Malley) intentan elaborar un plan a última hora para arrunarles la boda. Rachel se niega a iniciar la boda sin Quinn, quien se fue a su casa a recoger su vestido de dama de honor, en el camino Rachel le envía un mensaje de textos para saber donde está, cuando ella está respondiendo el mensaje de texto a Rachel, sufre un accidente automovilístico con un camión.

## Recepción

### Audiencia
"On My Way" fue transmitido por primera vez el 21 de febrero de 2012 en los Estados Unidos por Fox. Recibió una cuota en pantalla de 3,0 / 8 en el demográfico de 18-49, y atrajo a 7.460.000 espectadores estadounidenses durante su emisión inicial, un aumento respecto al 2,8/8 y 6.990.000 espectadores del episodio anterior, que fue transmitido el 14 de febrero de 2012. la audiencia aumentó ligeramente en Canadá, donde 1,74 millones de espectadores vieron el episodio en el mismo día de su estreno en Estados Unidos. Fue el décimo quinto programa más visto de la semana, por dos ranuras sino hasta alrededor del 1% de los 1,72 millones de espectadores que vieron "corazón" de la semana anterior.

### Críticas
Hubo una reacción fuerte y variada para el episodio por los medios gráficos. Erica Futterman de Rolling Stone lo describió como "una montaña rusa emocional que a veces puede haber sido discordante o de mano dura, pero en general hizo lo que debe hacer un final de invierno: nos dio un montón de sorpresas, mientras que preparar las cosas para el futuro". Robert Canning de IGN fue "seducido por una historia poderosamente actuada y muy bien dirigida" y le dio al episodio una gran calificación de 8,0 sobre 10; señaló que "como suele ser el caso, las pequeñas historias que involucran a Karofsky y Quinn fueron más exitosos que las historias de Rachel y Finn". Bobby Hankinson del Houston Chronicle dijo que en lugar de "un millón de diferentes historias" hubo algunas "muy buenos" y agregó: "fue un caos, pero un caos controlado". Todd VanDerWerff de The AV Club escribió: "La secuencia en la que Karofsky se preparó para la muerte era, sin duda, una de las mejores cosas que Glee ha hecho". Añadió que era "tanta vergüenza" que se produjo en un episodio que no sabía cómo hacer un uso efectivo de "el impacto de ese momento", y él le dio al episodio una "D". En el mismo sentido, James Poniewozik de Time dijo, "en sus primeros quince minutos del episodio fue un muy eficaz". Michael Slezak de TVLine señaló que la "audacia" de la serie le permitió "hacer frente a algunos de los temas más importantes del día", y añadió: "Si yo tengo alguna queja con el episodio, tendría que ser para un espectáculo que se anuncia como una comedia musical, que ciertamente no había muchas risas, y los interludios musicales parecían una especie de idea de último momento". En una línea similar, Rae Votta de Billboard escribió, "¿Cualquier pensamiento en que Glee es una comedia tendría que ser profundamente comprimido por ahora. Es una dura realidad, y a veces te ríes en otros momentos, pero también en otros momentos lloras".
La secuencia en la que Karofsky intenta suicidarse fue elogiado en muchos niveles; Slezak calificó de "tan devastador como cualquier cosa que he visto en la televisión este año". Canning escribió que "la escena inicial vestuario fue desgarrador" y "expresiones faciales sutiles de Max Adler fueron brillantes". Bell Crystal de HuffPost TV aplaudió Adler "para hacer un trabajo increíble" en la escena del suicidio. Ella dijo: "Hubiera preferido si la trama de la historia de Karofsky habría sido el centro de todo el episodio". John Kubicek de BuddyTV  fue crítico de toda la historia, y escribió que el suicidio adolescente era "uno de los temas sensibles" que "no se debe tomar en forma tan directa por una acción tonta en una comedia musical como Glee". VanDerWerff comentó que "como el espectáculo consiguió los pequeños detalles del acto desesperado de Karofsky, todo el asunto adquirió una importancia", y señaló a la escena como "desgarradora"; añadió, "Este fue el Glee había amado primero, el júbilo que podrían mezclar música y el romance y la comedia y el drama muy volátil", aunque también dijo que el episodio no había "transmitido esas emociones". de Bell declaró que "la mejor escena de todo el episodio es cuando Kurt visita Karofsky en el hospital". Joseph Brannigan Lynch de Entertainment Weekly lo llamó "una de las escenas más conmovedoras de esta temporada" y "sin engaño, bien actuado". Votta escribió: "como siempre, Kurt y las escenas de Karofsky brillan como el más fuerte en cualquier episodio".
Kevin P. Sullivan de MTV  escribió que el episodio "atascado en las Regionales, algo que solía importar", y lo hizo sin ningún "acumulación significativa a la competencia". Poniewozik describió el enfrentamiento como "sin relación con el episodio", y Canning dijo que las actuaciones en las Regionals "hizo un favor a lo que estaba pasando con Karofsky". Votta caracteriza la victoria McKinley como "tan secundaria hasta el punto de este episodio que se siente completamente decepcionante", y VanDerWerff resumió:"Cuando New Directions eleva el trofeo en alto al final, se trata de la victoria menos convincente para el grupo".
VanDerWerff dijo que Morrison tenía "un buen momento en el que minimiza la escena en la que habla de cómo, una vez contemplado el suicidio tras ser pillado copiando en un examen", aunque mientras Lynch pensó que la "idea de la escena era agradable", que era "más torpe que significativo". Slezak calificó como "el peor momento del episodio", y criticó la "absoluta falta de contexto". Kubicek describió como "El discurso vergonzosamente incómodo", y la comparación implícita de hacer trampa en una prueba a las tensiones de la homosexualidad adolescente era "simplemente incorrecto" de Will. VanDerWerff pensó que la siguiente parte de la secuencia tenía "una pequeñez, un carácter real a la escena que es tipo de hermosa, realmente", y que se siente "como si fueran niños reales de la escuela secundaria"; Votta comentó que "como los niños admiten todas las cosas que están buscando con interés", que recuerda a los espectadores por qué se "pudren desde con este grupo de gentuza".
La boda de Rachel y Finn no excito el interés entre los colaboradores. Votta dijo la trama "sigue sintiendo" y era "pequeño en comparación con los otras tramas pasadas", y Raymund Flandez de The Wall Street Journal lo calificó como "lo más absurdo de todos" los argumentos. VanDerWerff escribió: "La trama de Finn y Rachel sería tan estúpido como para pensar casarse sería animar a todo el mundo", Votta quien lo comparó con "personas que necesitan encontrar [algo] positivo para centrarse". Jen Chaney The Washington Post se preguntó por qué la mostró "despilfarro [ó] la presencia de Jeff Goldblum y Brian Stokes".
Bells elogió la "brillante conversación entre Quinn y Sue hacia el final, donde Sue le dijo a Quinn que la admiraba". Lynch embargo que Kurt estaba "fuera de línea" cuando "declaró Quinn no sabía lo que era como para verdaderamente sufrir". Señaló que ella fue "expulsada de su casa y repudiada por su padre durante el embarazo", y añadió "que ya ha sufrido mucho para un adolescente". Él dijo sobre la escena final de episodio, que terminó como el coche Quinn conducía estaba a punto de ser atropellado por un camión que se mueve rápidamente, "no se puede dejar de sentir lechón-puñetazo cuando sucede algo como esto". Flandez llama es un "final cobarde", pero Canning elogió el "buen melodrama", y la narración "sutil suficiente" que no hizo "nada telégrafo" antes de que la secuencia de cierre.
Un número de revisores elogió las maneras villanos de Sebastián a pesar de su decisión de abandonar su intento de chantaje. Futterman señaló que la gente sólo había conseguido "a la idea de un villano bien jugado en el show", mientras que Amy Reiter, de Los Angeles Times expresó sus dudas acerca de una conversión completa: "Ya veremos cuánto dura". Slezak lo llamó una "joya en una sola línea", aunque era menos entusiasta acerca de los solos vocales del personaje, como era Canning, que sin embargo elogió Sebastián como un "enemigo bien".
Ausente más tiempo en pantalla para la historia Karofsky, Bell dijo que el episodio "Parecía más un PSA", ya que "conecta todo, desde  The Trevor Project hasta la Born This Way Foundaution de Lady Gaga". Flandez declaró que "este mensaje esperanzador, apareció manchada con ubicaciones inesperadas de otros productos: Edible Arrangements, Peanut Butter & Co, incluso Sex and the City 3". Sullivan no estaba seguro si el plan de Dios para traer un acuerdo a Karofsky era una "broma mal pensada" pero lo consideró " lamentable" de cualquier manera.

### Respuesta musical
Las actuaciones musicales fueron recibidas por críticas mixta por los colaboradores. Canning escribió que «las actuaciones del episodio no estuvieron a la altura», y «eran insulsas y cara», mientras que Chaney los caracterizó como «a menudo mediocre» y ha añadido que eran parte de «la más aburrida competencia Regionales nunca». Hankinson, sin embargo, dijo que era una «noche de actuaciones muy sólidas». Chaney dijo que Criss «hizo un buen trabajo» con el primer número "Cough Syrup", que se cantó durante la secuencia de suicidio Karofsky, y le dio una «B». Futterman dijo que Blaine «entregó perfectamente el rango vocal». Lynch llamó una «interpretación escalofriante que era difícil de sacudir» y le dio una «A-», la misma calificación dada por Slezak, quien escribió, «tomado por su cuenta, el registro vocal de Blaine era fuerte y apasionado, quizá mejor que el original». Hankinson dijo que era lo «mejor» del episodio, y añadió que la «escena fue muy, muy bien hecho y llevó un máximo impacto emocional».
Las interpretaciones hechas en las Regionales canciones de los Warblers tuvieron una  recepción tibia. "Stand" se caracterizó por Lynch como «divertido hinchable, pero en un sentido suave, fácil de olvidar», y "Glad You Came" como «más bien no tiene nada especial»; ambas canciones recibieron una «B-».  Slezak dio las dos canciones de «C +», y llamaron a la voz principal de Sebastian «tan seca como un plato de fideos de lasaña de civil», y Canning describió su registro vocal como «una voz débil que no ofrece una actuación muy convincente». Votta describió a "Stand" como «mediocre y suave», pero pidió que el «número curruca fuerte en Glad You Came ya la deserción de Blaine».Y añadió: «Es pegadizo y bien coreografiado, y si además de Sebastián a los Warblers les estimuló para finalmente tomaron su estilo de baile-pesado y exuberante». Hankinson señaló que los Warblers «realizaron dos maravillosas canciones» que eran nuevos para él. Flandez y Chaney, entre otros, deseaba que fuera Blaine lidere los Warblers,y no Sebastián.
Chaney escribió que el mash-up de "Fly" y "I Believe I Can Fly" fue "una mezcla inesperada encantadora" y le dio un «B+». Futterman dijo que «la perfección» tejió los dos "en un edificante y temáticamente apropiado mash-up ", y se acredita Santana y Blaine con" un trabajo impresionante en versos de rap de Minaj, mientras que Rachel, Artie y Mercedes dividieron solos subestimado mucho gusto ". Slezak comento las "voces sólidas de Artie, Finn, Rachel, y Mercedes, y algunos no terrible rap de Blaine y Santana ", pero que pensaba que el número" carecía del alcance épico que quieres de un enfrentamiento Regionals "y no le gustaba la canción" I Believe I Can Fly "; su grado era una "B -". Votta caracteriza el mashup como "justo al lado" y "mejor visualmente de lo que es sólo para escuchar la pista". Lynch dijo que Santana tenía "la actitud a ahorrar" en su rap y New Directions "armoniza maravillosamente en este mismo popurrí", y le dieron un "B +".
Slezak dijo que las voces en "What Does not Kill You (Stronger)" fueron "fantásticas" y la clasificación de la canción fue de "A -". Flandez llamó a la interpretación de Troubletones como "bien, feroz y fabuloso", aunque Chaney escribió que la interpretación era "una toma bastante rutinaria". Chaney y Slezak se preguntaban acerca de las Troubletones en la serie, pero Lynch simplemente dijo: "es bueno tener un poco de Troubletones una interpretación sólida en separación de New Directions ". La calificación de Lynch fue una "B", en parte porque la voz de Mercedes "parecía extrañamente baja".
Los revisores en "Here's to Us" comentaron que diferían en lo que sentían trabajado y no lo hicieron. Lynch dijo que la canción "Parecía que el ajuste incorrecto" para Rachel- "no es horrible, pero un fallo en la interpretación", y le dio un "B -". Chaney fue más crítico de la canción en sí cuando ella le dio "C +" grado y lo describió como "tan soso" que "tuvo poco impacto emocional" a pesar de "ferocidad decidida" de Michele.  Votta llamó al número de "bonita", pero dijo que la colocación de los niños en los balcones era "lindo pero no muy convincente como una actuación en escena ". [26] Slezak declaró que era" difícil de encontrar ningún fallo con interpretaciones vocales de Lea Michele "y le dio un" B + ", y Futterman escribió," es boyante y de celebración, y Rachel lo mata".

## Comercialización
De los seis sencillos lanzados por el episodio, cinco debutó en Estados Unidos y Canadá 100 mejores gráficos. El mash-up de "Fly" y "I Believe I Can Fly" fue el debut más alto en los Estados Unidos con el número cincuenta y seis en el Billboard Hot 100, seguido de "Cough Syrup" en el número sesenta y cinco, "¿Qué Doesn 't Kill You (Stronger) " en el número sesenta y seis ," Aquí está a nosotros " en el número setenta y tres y" Glad You Came "en el número noventa.  En el orden gráfical fue diferenciado del Billboard Canadian Hot 100, donde " (What Does not Kill You) Stronger" tuvo el debut más alto en el número cincuenta y uno ,"Fly/I Believe I Can Fly " debutó en el número cincuenta y nueve, "Aquí está a nosotros" en el número sesenta y cuatro,"Cough Syrup" en el número sesenta y siete años y "Glad You Came" en el número setenta y cuatro.